# Gouvernement Sall IV
 (novembre 2020).
Si vous disposez d'ouvrages ou d'articles de référence ou si vous connaissez des sites web de qualité traitant du thème abordé ici, merci de compléter l'article en donnant les références utiles à sa vérifiabilité et en les liant à la section « Notes et références ».
Sall III Ba I
Le gouvernement Sall IV est le gouvernement de la république du Sénégal du 1er novembre 2020 au 17 septembre 2022. Il s'agit du septième gouvernement de la présidence de Macky Sall.

## Contexte
Le 28 octobre 2020, le président de la république du Sénégal, Macky Sall, acte la dissolution du gouvernement Sall III dans un contexte de crise marqué par l'impact économique de la Covid-19 et les nombreux morts sénégalais dans des tentatives d'émigration clandestine.

## Historique

### Formation
Ce nouveau gouvernement est marqué par l’éviction de personnalités de l'APR réputées proches de Macky Sall à savoir les ministres Amadou Ba, Aly Ngouille Ndiaye, Mouhamadou Makhtar Cissé et Omar Youm.
Il est également marqué par l'entrée en lice des personnalités issues de partis d'opposition à savoir Oumar Sarr de Suxali Soppi, et Yankhoba Diattara et Aly Saleh Diop de Rewmi.
L'avocate Aïssatta Tall Sall, transfuge du Parti socialiste et ancienne ministre sous Abdou Diouf, fait également son entrée dans le gouvernement, devenant ainsi la première femme ministre des Affaires étrangères du Sénégal.
Ce nouveau gouvernement marque donc une volonté d'ouverture de Macky Sall avec dans la foulée la nomination de l'opposant et second de l'élection présidentielle de 2019, Idrissa Seck, comme président du Conseil économique, social et environnemental.
Ce gouvernement est également caractérisé par la création du nouveau ministère de l'Artisanat et de la Transformation du Secteur informel.
Le gouvernement Sall IV prend fin le 17 septembre 2022 avec la nomination d'un nouveau gouvernement caractérisé notamment par le retour du poste de Premier ministre.

## Composition
| Image | Fonction | Nom | Nom                                         | Parti  |
| ----- | --- | --- | ------------------------------------------- | ------ |
|       | Président de la République |     | Macky Sall                                  | APR    |
|       | Ministre des Forces armées |     | Sidiki Kaba                                 | Indép. |
|       | Ministre des Finances et du Budget |     | Abdoulaye Daouda Diallo                     | APR    |
|       | Ministre des Affaires étrangères et des Sénégalais de l'Extérieur                                                                          |     | Aïssata Tall Sall                           | PS     |
|       | Ministre de l'Intérieur |     | Antoine Félix Abdoulaye Diome               | Indép. |
|       | Ministre des Infrastructures, des Transports terrestres et du Désenclavement                                                               |     | Mansour Faye                                | APR    |
|       | Ministre de la Fonction publique et du Renouveau du Service public                                                                         |     | Mariama Sarr                                | APR    |
|       | Ministre de la Santé et de l'Action sociale                                                                                                |     | Abdoulaye Diouf Sarr (jusqu'au 26 mai 2022) | APR    |
|       | Ministre de la Santé et de l'Action sociale                                                                                                |     | Marie Khemesse Ngom Ndiaye                  | Indép. |
|       | Ministre de la Femme, de la Famille, du Genre et de la Protection des Enfants                                                              |     | Ndèye Saly Diop Dieng                       | APR    |
|       | Ministre des Mines et de la Géologie |     | Oumar Sarr                                  | PLD/AS |
|       | Ministre de l'Agriculture et de l'Équipement rural                                                                                         |     | Moussa Baldé                                | APR    |
|       | Ministre de l'Eau et de l'Assainissement                                                                                                   |     | Serigne Mbaye Thiam                         | PS     |
|       | Ministre du Tourisme et des Transports aériens                                                                                             |     | Alioune Sarr                                | AFP    |
|       | Ministre des Collectivités territoriales, du Développement et de l'aménagement des Territoires Porte-parole du Gouvernement                |     | Oumar Guèye                                 | Rewmi  |
|       | Ministre de l'Éducation nationale |     | Mamadou Talla                               | AFP    |
|       | Ministre de l'Enseignement supérieur, de la Recherche et de l'Innovation                                                                   |     | Cheikh Oumar Anne                           | APR    |
|       | Ministre du Pétrole et des Énergies |     | Aissatou Sophie Gladima                     | Indép. |
|       | Ministre du Développement communautaire, de l'Équité sociale et territoriale                                                               |     | Samba Ndiobène Ka                           | Indép. |
|       | Ministre du Développement industriel et des Petites et Moyennes industries                                                                 |     | Moustapha Diop                              | APR    |
|       | Ministre des Pêches et de l'Économie maritime                                                                                              |     | Alioune Ndoye                               | PS     |
|       | Ministre du Travail, du Dialogue social et des Relations avec les Institutions                                                             |     | Samba Sy                                    | PIT    |
|       | Ministre de l'Environnement et du Développement durable                                                                                    |     | Abdou Karim Sall                            | APR    |
|       | Ministre des Sports |     | Matar Bâ                                    | APR    |
|       | Ministre de l'Urbanisme, du Logement et de l'Hygiène publique                                                                              |     | Abdoulaye Saydou Sow                        | APR    |
|       | Ministre du Commerce et des Petites et Moyennes entreprises                                                                                |     | Aminata Assome Diatta                       | Indép. |
|       | Ministre du Commerce et des Petites et Moyennes entreprises                                                                                |     | Abdoulaye Diop                              | PDS    |
|       | Ministre de l'Élevage et des Productions animales                                                                                          |     | Aly Saleh Diop                              | Rewmi  |
|       | Ministre de la Jeunesse |     | Néné Fatoumata Tall                         | APR    |
|       | Ministre de la Microfinance et de l'Économie sociale et solidaire                                                                          |     | Zahra Iyane Thiam                           | APR    |
|       | Ministre de l'Emploi, de la Formation professionnelle, de l'Apprentissage et de l'Insertion                                                |     | Dame Diop                                   | APR    |
|       | Ministre de l’Artisanat et de la Transformation du secteur informel                                                                        |     | Pape Amadou Ndiaye                          | APR    |
|       | Ministre de l'Économie numérique et des Télécommunications                                                                                 |     | Yankhoba Diattara                           | Rewmi  |
|       | Secrétaire d'État auprès du Ministre des Affaires étrangères et des Sénégalais de l'Extérieur, chargé des Sénégalais de l'extérieur        |     | Moïse Diar Diégane Sarr                     | Indép. |
|       | Secrétaire d'État auprès du garde des Sceaux, ministre de la Justice, chargé de la Promotion des Droits humains et de la Bonne gouvernance |     | Mamadou Saliou Sow                          | Indép. |
|       | Secrétaire d'État auprès du ministre des Infrastructures, des Transports terrestres et du Désenclavement, chargé du réseau ferroviaire     |     | Mayacine Camara                             | APR    |
|       | Secrétaire d'État auprès du ministre de l'Urbanisme, du Logement et de l'Hygiène publique, chargée du Logement                             |     | Victorine Ndeye                             | APR    |